# Mesmerizer
"Mesmerizer" (メズマライザー) là một ca khúc ra mắt năm 2024 của nhà sản xuất âm nhạc người Nhật Satsuki. Ca khúc có sự góp giọng của hai giọng ca ảo: Hatsune Miku từ Vocaloid và Kasane Teto từ Synthesizer V. Video âm nhạc của bài hát do họa sĩ diễn hoạt người Nhật "channel" thực hiện, đã chạm mốc 10 triệu lượt xem trên YouTube chỉ trong vòng hai tuần sau khi phát hành. Đây là một thành tích chưa từng có đối với các ca khúc Vocaloid.

## Phát hành và đón nhận
Bài hát được phát hành trực tuyến vào ngày 17 tháng 5 năm 2024, nằm trong album đầu tay Circus's Detail của Satsuki, ra mắt tại sự kiện Niconico Chokaigi 2024. MV "Mesmerizer" đã phát hành trước đó vào ngày 27 tháng 4 năm 2024.
Bài hát lấy chủ đề "thôi miên". Lời bài hát miêu tả chủ đề như một thứ gì đó thôi miên, có thể khiến người ta thoát ly khỏi thực tại, đồng thời mô tả tâm trạng và tình trạng của những người phụ thuộc vào "thôi miên".
MV "Mesmerizer" sau khi đăng tải lên YouTube đã đạt 10 triệu lượt xem vào ngày 11 tháng 5 năm 2024, chỉ sau 13 ngày phát hành. Bài hát cũng là ca khúc thứ ba và là ca khúc chạm mốc 1 triệu lượt xem nhanh nhất trên Niconico sử dụng Synthesizer V, đồng thời xếp thứ hai trong số tất cả các bài hát Vocaloid.

## Video âm nhạc
Video ca khúc được thực hiện bởi "channel", một họa sĩ diễn hoạt trước đây đã sản xuất một MV hoạt họa fan-made cho bài hát "Rabbit Hole" của DECO*27. MV mở đầu với Hatsune Miku và Kasane Teto trong trang phục phong cách quán ăn Mỹ, cùng nhau nhảy múa theo giai điệu vui tươi và hiệu ứng nhịp nhàng của bài hát. Tuy nhiên, ẩn sau bầu không khí vui tươi là những chi tiết gây lo âu. Teto liên tục ra hiệu "cầu cứu" bằng ngôn ngữ ký hiệu và tín hiệu cầu cứu bằng 1 tay. Miku dần mất đi sự tỉnh táo và phát điên, khiến Teto mệt mỏi và u ám trong khi tiếp tục nhảy. Lời thoại phụ cũng biến thành những ký tự vỡ font chữ. MV kết thúc với cảnh Teto chớp mắt và dường như đang mỉm cười giữa cơn mưa giấy mừng, ngầm ám chỉ việc Teto cũng mất đi sự tỉnh táo.